# Pascal Mirande
Pascal Mirande, né le 12 juin 1968 à Sainte-Adresse en Seine-Maritime, est un artiste photographe plasticien. 
Il vit et travaille à La Rochelle, assure le conseil artistique pour différentes expositions et enseigne les pratiques photographiques argentiques et numériques. Il est représenté par la galerie Vrais Rêves de Lyon depuis 2009. Artiste photographe plasticien, il associe le dessin et la sculpture pour créer des mondes inspirés de contes et mythologies, de l'histoire de l'art et de l'imaginaire collectif. Sa démarche est axée sur la confrontation et la vigilance qu'il matérialise par la confrontation entre un élément du paysage et une fabrication qu'il réalise ; la vigilance comme une réflexion sur la véracité des images pour amener le public à être attentif à ce qu’il regarde. 
« Ses photographies sont des natures mortes de l’humain » écrit Jacques Sauvageot au sujet des œuvres Gullivers de Pascal Mirande.

## Biographie
Pascal Mirande est né le 12 juin 1968 à Sainte-Adresse en Seine-Maritime. Rochelais d'adoption, il travaille le dessin en autodidacte et apprend la peinture à l'huile avec le peintre Jean-Louis Chollet. Diplômé de l’École des Beaux-Arts en 1993, il pratique la photographie avec Alain Fleig. Il poursuit ses recherches photographiques avec Tom Drahos et Hervé Rabot à l’École des Beaux-arts de Rennes où il est diplômé avec mention en 1996. Il vit et travaille à Rennes puis s'installe à La Rochelle en 2015.[réf. nécessaire]

## Recherche artistique
Pascal Mirande associe la pratique du dessin, de l’installation et de la photographie comme moyen d’enregistrer le réel tout en échafaudant des fictions. Son travail est à la croisée de la sculpture et de l’image. Tout le propos de l'artiste est d’inciter le public à être attentif à ce qu’il voit : des points de vue qui, cristallisés dans une photographie, transforment l’image du paysage en décor ou théâtre de l’imagination. Il forge un imaginaire peuplé de symboles, de références collectives et de mythes universels, tels ceux de Babel ou d’Icare.
Il parodie les images du XIXe siècle en mettant en scène son entourage dans Faussaire de famille (1995/98). La série reprend les stéréotypes occidentaux comme le naufragé, la diseuse de bonne aventure ou encore le vampire et le fakir. Avec la série Mythologies (2009 et 2010), Pascal Mirande réinvente des créatures hybrides pour proposer au spectateur une image ludique et apporter une vision singulière et personnelle de la mythologie. Sa série d’Icares (depuis 2004) promène une maquette d’ancêtre de l’aviation à travers toutes sortes de contrées désertiques ou urbaines, ses Sentinelles (1996) sont de toutes petites tours composées de branchettes veillant sur de vastes paysages maritimes ou sur des sites touristiques célèbres...
Pascal Mirande puise son inspiration formelle dans l’esthétique de la photographie du XIXe siècle : daguerréotypes, autochromes des frères Lumière, pictorialisme... Il compose des images faussement surannées qui jouent aussi beaucoup de mises en scène, de trucages et jeux d’échelles. Il utilise la stéréoscopie pour fabriquer des images à double entrée, qui révèlent un autre monde lorsqu'elles sont vues avec les lunettes stéréoscopiques (Ice-land/ Stone-land, 2013 ; Shoot day, 2013 ; Changes, 2014 ; hommage à David Bowie.
Il pratique aussi le collodion humide. La technique lui permet de s’accommoder des accidents photographiques, inhérents au procédé, pour les ériger en parti pris esthétique. Il explore la richesse de la matière du support et photographie des arbres ayant des silhouettes particulières. Leur matière, leurs formes se mélangent avec les aléas du processus pour former une image tourmentée, lyrique, proche des dessins à l’encre de Victor Hugo.
Si la photographie est le médium privilégié de l'artiste, il développe aussi une pratique régulière du dessin. Certains rendent une sorte d'hommage à des figures emblématiques du cinéma de Georges Méliès, Fritz Lang ou encore King-Kong. Les branches, les arbres et les forêts sont aussi ses inspirations.
Pascal Mirande est aussi membre du groupe de rock Cherry's on Top dans lequel il joue de la contrebassine.

## Œuvres
- Mythes (1995/96)
- Faussaire de famille (En cours depuis 1995)
- Sentinelles (1996)
- Alésia et Citadelles (1998)
- Ex-Voto (1998/99)
- Structures rituelles (1999)
- Ombres (2000)
- Archéologies (2001)
- Bunker (2002)
- Arachnides et Survie (2003)
- Icare (2003)
- Icares (en cours depuis 2004)
- Jetées (2006)
- Habitat (2007)
- Gullivers (en cours depuis 2008)
- Mythologies (2009 et 2010)
- Graphitis (2010)
- Ice-land/ Stone-land (2013)
- Shoot day (2013)
- Structures (2013)
- Changes (2014)
- Aéroplane
- Constellations (2015)

## Expositions personnelles (sélection)
- 2022 Illusoiristes. Les Photographiques. Le Mans
- 2019 Pskov. Russie.
- 2018 Une collection particulière. Galerie Vrais Rêves. Lyon // 20 ans de création. Domaine d’Abbadia Hendaye // Estival 2018. Galerie de l’imagerie. Lannion // L’Odyssée. Collection FRAC. Yffiniac.
- 2017 Black Star. Galerie Vrais Rêves. Lyon
- 2016 Le faussaire 2000-2015. Galerie de l’imagerie. Lannion // Cosmogonie. Carré d'Art de Chartres de Bretagne // Cosmogonie. Galerie d'Art Albert Bourgeois de Fougères.
- 2014 Changes. Hommage à David Bowie; Les Photaumnales de Beauvais.
- 2013 Gullivers. Galerie photographique du Carré Amelot. La Rochelle.
- 2012 Gullivers. Galerie Vrais Rêves. Lyon.
- 2011 Créatures. IMMIX Galerie. Paris
- 2010 Faiseur de Monde. Saint Aubin d‘Aubigné // Graphitis. L’Aparté. Domaine de Trémelin // Gullivers. Beaux-Arts de Lorient.
- 2009 18ème rencontres photographiques // Sentinelles, Icares et Gullivers. Galerie Vrais Rêves. Lyon // Mythologies. Mois de l’image. Dieppe.
- 2007 Mes objets de curiosités. Musée de l’Avallonais // Mai Photographies. Galerie Artem. Quimper.
- 2005 Entrez sans frapper. Forum de l’Image. Toulouse // C’est où l’ailleurs ? 10ème anniversaire des Réalités. Réal.
- 2004 Icares… Forum de L’Image. Toulouse.
- 2003 Pays’ Art. Plateau des Moises. Haute-Savoie // Temps de pauses. Villa du parc. Annemasse.
- 2002 Faire et refaire le paysage. Artothèque de Vitré // Archéologies. Construction in situ. La Paillette. Rennes.
- 2001Territoires. Galerie Pierre Tal Coat. Hennebont // Galerie de L’Imagerie. Lannion // Processus. L’arbre de branches. Le Grand Cordel.
- 2000 Galerie Empreintes. Tulle.
- 1999 Alésia. Galerie photographique du Carré Amelot. La Rochelle // Connivence. Saint- Georges de Didonne.
- 1998 Autour de Babel. Galerie du Triangle. Rennes.

## Expositions collectives (sélection)
- 2023 Artothèque de Vitré // Pas de deux. Galerie Vrais Rêves. Lyon.
- 2022 Pas de deux // Fotogalerie Wien. Autriche // Corpus, Chambre 07. Festival international Ardèche.
- 2019 Filigranes@filles du Calvaire. Les filles du Calvaire. Paris.
- 2018 Une collection particulière. Galerie Vrais Rêves. Lyon // 20 ans de création. Domaine d’Abbadia Hendaye // Estival 2018. Galerie de l’imagerie Lannion // L’Odyssée. Collection FRAC. Yffiniac.
- 2017 Moon. La nuit de l'instant 2017. Marseille // Dans le monde d’hier, demain. Art Sequana 2017. École Supérieure d'Art et Design Le Havre // Estivales. Galerie Vrais Rêves. Lyon.
- 2016 Photofolies. Galerie de l’imagerie. Lannion.
- 2015 Territoires d'expériences. Institut Français. Barcelone // La vérité à l’œuvre. Collection FRAC. Rennes // Territoires d'expériences. Les Photaumnales de Beauvais.
- 2014 Territoires d'expériences. Villa Pérochon. Niort.
- 2013 Territoires d'expériences. Chartres de Bretagne // Parcours Art et littérature. L’apparté. Iffendic // Un premier regard. Collection FRAC. Rennes.
- 2010 Paysages habités. Collection FRAC. Saint-Brieuc.
- 2009 L’Image publique. Collection FRAC. Rennes.
- 2008 Espaces Vécus, regard croisés. Musée de Warmie et Mazurie. Olsztyn. Pologne // Filigranes 20 ans d’édition. Galerie de L’Imagerie. Lannion.
- 2006 Le jeu des Ex-qui. Le grand Cordel. Rennes // Intervention. Niort.
- 2005  Quinzaine photographique de Nantes // Rien à voir. Artothèque de Vitré. Chartres de Bretagne // Trois fois rien. Carré d’Art. Chartres de Bretagne.
- 2003 Prendre le temps de la nature. Montauban de Bretagne.
- 2002 Structures. Mois de l’image. Dieppe.
- 2001 Courants d’art. La Soufflerie. Poitiers // Salon International de la Recherche Photographique. Royan.
- 2000 Arche refuge. Le vent des forêts. Lahaymeix // Festival de l’image du bout du monde. Le Guilvinec // A vos arts. Biennale de la jeune création. Cesson-Sévigné.
- 1999 Photofolie. Galerie de l’imagerie. Lannion // Salon International de la Recherche Photographique. Royan.
- 1998 5ème rencontres photographiques d’été de Niort.
- 1996 Regard sur la photographie contemporaine. Centre Culturel Français du Luxembourg // Rencontres Photographiques d’Arles. Voies off. Arles.

## Collections
- FRAC Bretagne.
- Fonds départemental d'art contemporain d’Ille-et-Vilaine[6].
- Villes de Rennes et de La Rochelle.
- Artothèque de Vitré, Brest, Hennebont, Lyon, et La Rochelle.
- Carré Amelot. La Rochelle.
- Musée de l’Avallonais. Avallon. Yonne.
- Imagerie de Lannion. Côtes-d’Armor.
- Centre méditerranéen de la photographie. Bastia.
- Association « Pour L’instant ». Niort.
- Association « Aktinos ». Quimper.
- Salon international de la recherche photographique de Royan.

## Monographies
- 2016 : Cosmogonie, Éditions Filigranes
- 2012 : Léviathan, Éditions Livre Unique[7].
- 2005 : Icares… et autres pratiques hétéroclites, Éditions Filigranes[8].